# 久右ヱ門町
久右ヱ門町（きゅうえもんちょう）は、愛知県岡崎市の町名。久右エ門町と表記されることもある。現行行政地名は久右ヱ門町1丁目と久右ヱ門町（丁目設定なし）。

## 地理
岡崎市の西部に位置し、中心街の一角に相応する。町内に丁目、番地を持つが小字は持たない。

### 番地
- 2
- 4
- 5
- 16
- 22
- 72
- 76
- 80

## 世帯数と人口
2019年（令和元年）5月1日現在の世帯数と人口は以下の通りである。
| 町丁       | 世帯数 | 人口  |
| ---------- | ------ | ----- |
| 久右ヱ門町 | 43世帯 | 116人 |

### 人口の変遷
国勢調査による人口の推移
| 1995年（平成7年）  | 151人 | [ 5 ] |  |
| 2000年（平成12年） | 140人 | [ 6 ] |  |
| 2005年（平成17年） | 130人 | [ 7 ] |  |
| 2010年（平成22年） | 128人 | [ 8 ] |  |
| 2015年（平成27年） | 79人  | [ 9 ] |  |

## 小・中学校の学区
市立小・中学校に通う場合、学区は以下の通りとなる。
| 番・番地等 | 小学校             | 中学校             |
| ---------- | ------------------ | ------------------ |
| 全域       | 岡崎市立梅園小学校 | 岡崎市立甲山中学校 |

## 歴史

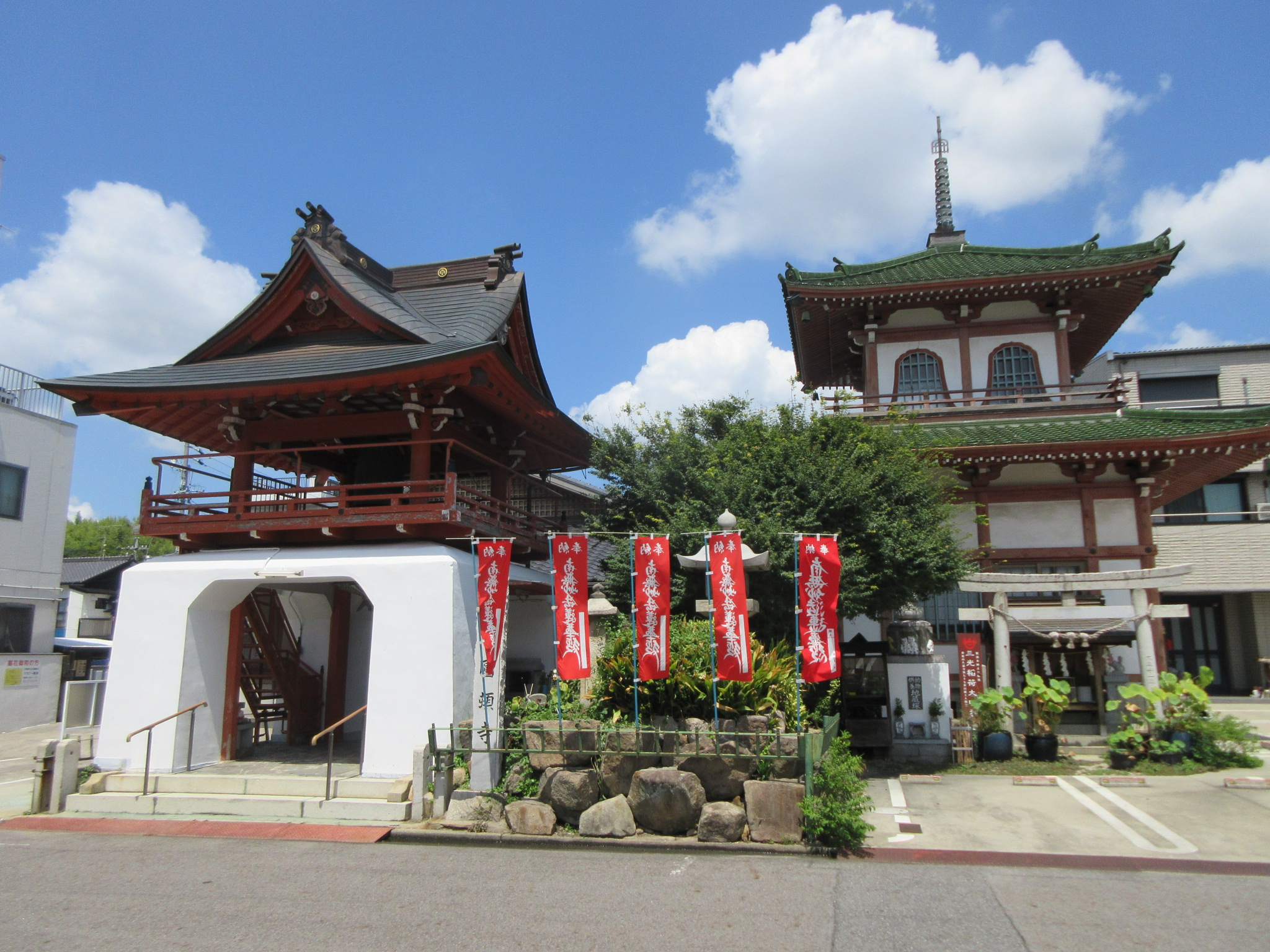
円頓寺

額田郡岡崎久右衛門町を前身とする。 徳川家康の妻である築山殿が独立した屋敷を構え、この地域に居住していたとされる（『岡崎東泉記』）。

### 町名の由来
伝馬町の本陣の1つであった磯貝久右衛門家の先祖が、慶長年間に当地を開いたことによる。

### 沿革
- 1889年（明治22年）10月1日 - 町村制施行に伴い、岡崎横町・岡崎亀井町・岡崎久右衛門町・岡崎魚町・岡崎康生町・岡崎材木町・岡崎十王町・岡崎松本町・岡崎上肴町・岡崎伝馬町・岡崎田町・岡崎唐沢町・岡崎島町・岡崎投町・岡崎能見町・岡崎八幡町・岡崎板屋町・岡崎福寿町・岡崎門前町・岡崎祐金町・岡崎裏町・岡崎両町・岡崎連尺町・岡崎六地蔵町・岡崎籠田町・菅生村・中村・梅園村・八帖村・六供村が合併し、岡崎町大字久右衛門町となる[13][14]。
- 1916年（大正5年）7月1日 - 市制施行に伴い、岡崎市大字久右衛門町となる[14]。
- 1917年（大正6年）7月1日 - 久右衛門町となる[15]。
- 1957年（昭和32年）11月15日 - 久右ヱ門町に改称し、1丁目と丁目なし区域を設定。門前町・伝馬町の各一部を編入、一部が門前町1丁目・花崗町1丁目・伝馬通2〜3丁目となる[13][15]。

## 交通
- 愛知県道477号東大見岡崎線
  - モダン道路
- 別院前通り

## 施設
- 円頓寺

## その他

### 日本郵便
- 郵便番号 : 444-0033[3]（集配局：岡崎郵便局[16]）。

## 参考資料
- 「角川日本地名大辞典」編纂委員会 編『角川日本地名大辞典 23 愛知県』角川書店、1989年。
- 平凡社 編『日本歴史地名大系 23 愛知県の地名』1981年。
- 新編岡崎市史編さん委員会 編『新編岡崎市史 総集編 20』1993年。
- 柴裕之『徳川家康』平凡社、2017年
- 黒田基樹『家康の正妻 築山殿　悲劇の生涯をたどる』平凡社、2022年